# Carex atropicta
Carex atropicta är en halvgräsart som beskrevs av Ernst Gottlieb von Steudel. Carex atropicta ingår i släktet starrar, och familjen halvgräs. Inga underarter finns listade i Catalogue of Life.